# 古遗传学
古遗传学，是科林·伦弗鲁提出的一个术语，指的是利用分子技术中的应用人类基因技术来研究人类的过去。
这可以包括：
- 分析从考古遗留的DNA，比如古DNA。
- 从现代人群（包括人类和人类种植的植物和饲养的动物物种）来研究过去的人类和人类与生物交互所遗留的DNA
- 在考古资料上应用通过分子基因法研究出的统计方法。

这个主题有研究人类血液的起源，而这个经典的遗传标记实现了有关语言学和人类种族之间关系的信息。早期工作在这个领域包含了对卢德维克登、汉卡、威廉·博伊德和亚瑟。自20世纪60年代起，卢卡·卡瓦利-斯福扎用经典遗传标记，研究史前的欧洲人群，最终于1994年发表在人类基因的历史和地理。
自此，所有的人类种植的主要植物（如小麦，大米，玉米）和饲养的动物（如牛，羊，猪，马）的遗传史都被进行了分析。模型的时机和生物地理学他们的驯化和饲养随后陆续出台，主要是基于线粒体DNA变异，但其他标志物，目前正在分析，以补充遗传的叙述（如Y染色体用于描述男性的历史传承）。
同样的表达也被安东尼奥·阿莫林（1999年）使用并定义为：获取和解读基因来证明人类的历史。类似概念已经提出，莱纳斯·鲍林和埃米尔（1963年）研究了前DNA的时代。